# Жълтък
Жълтъкът е централната част от яйцето.
Основната му функция е да предоставя храна за развитието на ембриона на животните. Някои видове яйца не съдържат жълтък, например, когато ембрионът се развива в тялото на родителя, който доставя храната, понякога през плацентата. При много видове организми, като всички птици, както и повечето влечуги и насекоми, жълтъкът приема формата на специален орган намиращ се в репродуктивния тракт на майката. При много други животни, особено малки видове, като някои риби и безгръбначни, жълтъчният материал не е в специален орган, а вътре в яйцеклетката.
Жълтъкът е богат на хранителни вещества като витамини, минерали, липиди и протеини. Той не е жив клетъчен материал, а по-скоро функционира главно като храна за ембриона.